# Koutchoum
Koutchoum (en russe : Кучум ; en tatar : Küçüm), khan du khanat de Sibérie, petit-fils d'Ibak Khan (en) et fils du khan Mourtasa de la dynastie des Chaybanides, est mort vers 1600.
Il guerroie contre Ediguer (es), le khan des Tatars, pour devenir maître du khanat de Sibérie. Ediguer fait alors appel au tsar Ivan le Terrible, son suzerain, mais n'en est pas moins défait puis tué par Koutchoum entre 1563 et 1569. Pour renforcer sa domination, Koutchoum consent à reconnaître la suzeraineté du tsar russe, mais se présente à lui pour traiter en homme libre et tsar, c'est-à-dire sur un pied d'égalité. Une fois son pouvoir affermi, Koutchoum dispute divers protectorats à la Russie et attaque les factories de la Famille Stroganoff, détentrice de sauneries. Musulman fervent, Koutchoum propage l'Islam afin d'unifier les tribus de son royaume. Ivan le Terrible envoie alors, en 1579, contre le khanat de Sibérie, le chef cosaque Ermak Timofeïévitch. Koutchoum confie ses forces guerrières à son neveu, qui établit un camp fortifié à l'embouchure de la Tobol pour protéger Isker, la capitale du khanat de Sibir. Mais en 1581 (ou 1582), les Russes, grâce à leurs arquebuses, s'emparent de Sibir, d'où Koutchoum doit s'enfuir. Il continue toutefois sa guerre d'embuscade et, en 1584, il surprend Ermak dans une île de l'Irtych. Le chef cosaque se noie en fuyant et Koutchoum récupère Sibir. Les Russes reprennent toutefois ce khanat pied à pied et Koutchoum est vaincu dans une dernière bataille sur l'Ob le 20 août 1598. Il se réfugie chez les Nogaï, où il est assassiné vers 1600. La date de sa mort semble encore faire débat, il serait mort en 1600,,, en 1601 ou 1605.